# Amara
För andra betydelser, se Amara (olika betydelser).
Amara är ett stort släkte av jordlöpare med en till största delen holarktisk utbredning, men ett fåtal arter hittas även mer söderut.
Man finner de flesta arterna på torra öppna marker, ofta sandmark. De är åtminstone mestadels växtätare och kallas på svenska för kornlöpare.

## Status
Tre arter är rödlistade i Sverige.
- blågrön kornlöpare, Amara montivaga - nära hotad
- matt kornlöpare, Amara littorea - starkt hotad
- ljungkornlöpare, Amara infima - nära hotad

## Arter
(ej komplett)
| Amara acuticauda Amara aenea Amara aeneopolita Amara alpestris Amara alpina Amara ambulans Amara americana Amara amplipennis Amara angustata Amara angustior Amara anthobia Amara apachensis Amara apricaria Amara armeniaca Amara aulica Amara aurata Amara aurichalcea Amara avida Amara basillaris Amara belfragei Amara biarticulata Amara bifrons Amara blanchardi Amara bokori Amara bowditchi Amara brevicollis Amara browni Amara brunnea Amara californica Amara carinata Amara castalia Amara castanea Amara celiana Amara chalcea Amara chaudoiri Amara clememtina Amara coelebs Amara colvillensis Amara communis Amara concinna Amara concreta Amara conflata Amara confusa Amara conoidea Amara consularis Amara convexa Amara convexior Amara convexiuscula Amara coraica Amara crassipina Amara cupreolata Amara curta Amara daurica Amara decora Amara devincta Amara disproportionalis Amara ellipsis Amara emancipata Amara equestris Amara erratica Amara eurynota Amara exarata Amara eyrinota Amara famelica Amara familiaris Amara farallonica Amara farcta | Amara ferruginea Amara finitima Amara fodinae Amara fortis Amara fulva Amara gebleri Amara gigantea Amara gisellae Amara glacialis Amara greenei Amara haldermani Amara hanhaica Amara harpalina Amara harpaloides Amara helopioides Amara hicksi Amara hilaris Amara horni Amara humilis Amara hyperborea Amara idaloana Amara immunda Amara impuncticollis Amara inpunctata Amara infima Amara infuscata Amara ingenua Amara insignis Amara insularis Amara interstitialis Amara iridipennis Amara irkuteana Amara jacinto Amara jacobina Amara jucunda Amara kinitzi Amara lacustris Amara laevipennis Amara laevissima Amara latior Amara lauta Amara littoralis Amara littorea Amara longula Amara lucida Amara lunicollis Amara magnicollis Amara majuscula Amara maneei Amara maxwelli Amara megacephala Amara mexicana Amara minnesotana Amara microdera Amara microphthalma Amara minuta Amara modulata Amara morio Amara municipalis Amara musculis Amara neomexicana Amara nexa Amara nigricornis Amara nitida Amara novella Amara nupera Amara obesa | Amara obsolescens Amara oglobini Amara ovalis Amara ovata Amara paganica Amara pallipes Amara patricia Amara patruelis Amara patula Amara peciloides Amara pennsylvanica Amara perspecta Amara pimalis Amara plebeja Amara parvicollis Amara plebeja Amara pomona Amara praetermissa Amara pseudobrunnea Amara pterostichina Amara pulpani Amara purpurascens Amara quadrifossulata Amara quenslii Amara relicta Amara retangula Amara robustula Amara rotundiceps Amara rubrica Amara rufocincta Amara rupicola Amara rustica Amara saginata Amara sanjuanensis Amara saxicola Amara schwarzi Amara scitula Amara scolopax Amara shantzi Amara shinanensis Amara similata Amara sinuosa Amara sodalica Amara solskyi Amara somoni Amara spadicea Amara spaldingi Amara specularis Amara sponsor Amara spreta Amara strenua Amara stupida Amara tartarea Amara taurica Amara texana Amara thoracica Amara tibialis Amara torrida Amara tricuspidata Amara tschitscherinella Amara tumida Amara ussuriensis Amara vegasemsis Amara virgilax Amara virginica Amara volatilis |